# Antanas Bagdonavičius
Antanas Leonovitj Bagdonavičius (født 15. juni 1938 i Bobėnai, Litauen, død 9. marts 2024) var en litauisk roer og dobbelt olympisk medaljevinder.

## Rokarriere
Bagdonavičius deltog første gang ved OL i 1960 i Rom, hvor han for Sovjetunionen stillede op i toer med styrmand sammen med Zigmas Jukna og styrmand Igor Rudakov. Denne trio vandt sit indledende heat, men i finalen var den tyske båd hurtigst og fik guld, mens de sovjetiske roere fik sølv og båden fra USA bronze. Året efter blev Jukna og Bagdonavičius europamestre med en anden styrmand. Fra 1962 og frem roede Bagdonavičius også otter, og i 1962 var han med til at vinde sølv i denne båd ved det første VM, og både i 1963 og 1964 var han med til at vinde EM-sølv i denne bådtype. Ved OL 1964 i Tokyo var han med til at sikre Sovjetunionen en fjerdeplads i otteren.
I 1965 var Bagdonavičius med til at blive europamester i firer uden styrmand,, mens han i 1966 var med til at vinde VM-sølv i samme bådtype, og i 1967 blev han igen europamester, nu i firer med styrmand. Ved OL 1968 i Mexico City var han igen med i otteren, hvis besætning derudover bestod af Volodymyr Sterlyk, Zigmas Jukna, Vytautas Briedis, Aleksandr Martysjkin, Valentyn Kravtjuk, Juozas Jagelavičius, Viktor Suslin og styrmand Jurij Lorentsson. Båden blev nummer tre i indledende heat og derpå nummer to i opsamlingsheatet, hvilket sikrede plads i A-finalen. Her var Vesttyskland hurtigst og fik guld foran Australien, men den sovjetiske båd sikrede sig bronze.

## OL-medaljer
- 1960:  Sølv i toer med styrmand
- 1968:  Bronze i otter